# Klas Pontus Arnoldson
Klas Pontus Arnoldson (Göteborg, 1844. október 27. – Stockholm, 1916. február 20.) svéd író, újságíró, politikus, 1908-ban Fredrik Bajerral együtt Nobel-békedíjat kapott. Fontos szerepet játszott a Svéd-Norvég Unió problémáinak megoldásában.

## Élete
Vasúti hivatalnokként kezdte pályafutását, 1871 és 1881 között állomásfőnöki rangban tevékenykedett. 1881-ben elhagyta a vasutat, a Riksdag, a svéd parlament tagjának választották. Pacifistaként támogatta a skandináv államok semlegességét, 1883-ban közreműködött a Svéd Béke- és Békéltetési Szövetség megalapításában.
1890-ben kritikussá vált a Norvégia és Svédország közti viszony, Arnoldson politikusi-retorikai erényeit is latba vetette annak érdekében, hogy mindkét ország közvéleménye a békés rendezést részesítse előnyben. Küzdelmét siker koronázta, az Norvég-Svéd Unió kölcsönös megegyezéssel szűnt meg 1905-ben.